# 1858 in Italia

## Avvenimenti
- 14 gennaio: attentato di Orsini contro Napoleone III. La sera, un patriota italiano Felice Orsini, già membro della Giovine Italia che ha accusato di tradire la causa dell’unità italiana, lancia tre bombe contro il corteo imperiale. Napoleone III continua a sostenere le aspirazioni italiane all'unità[1].

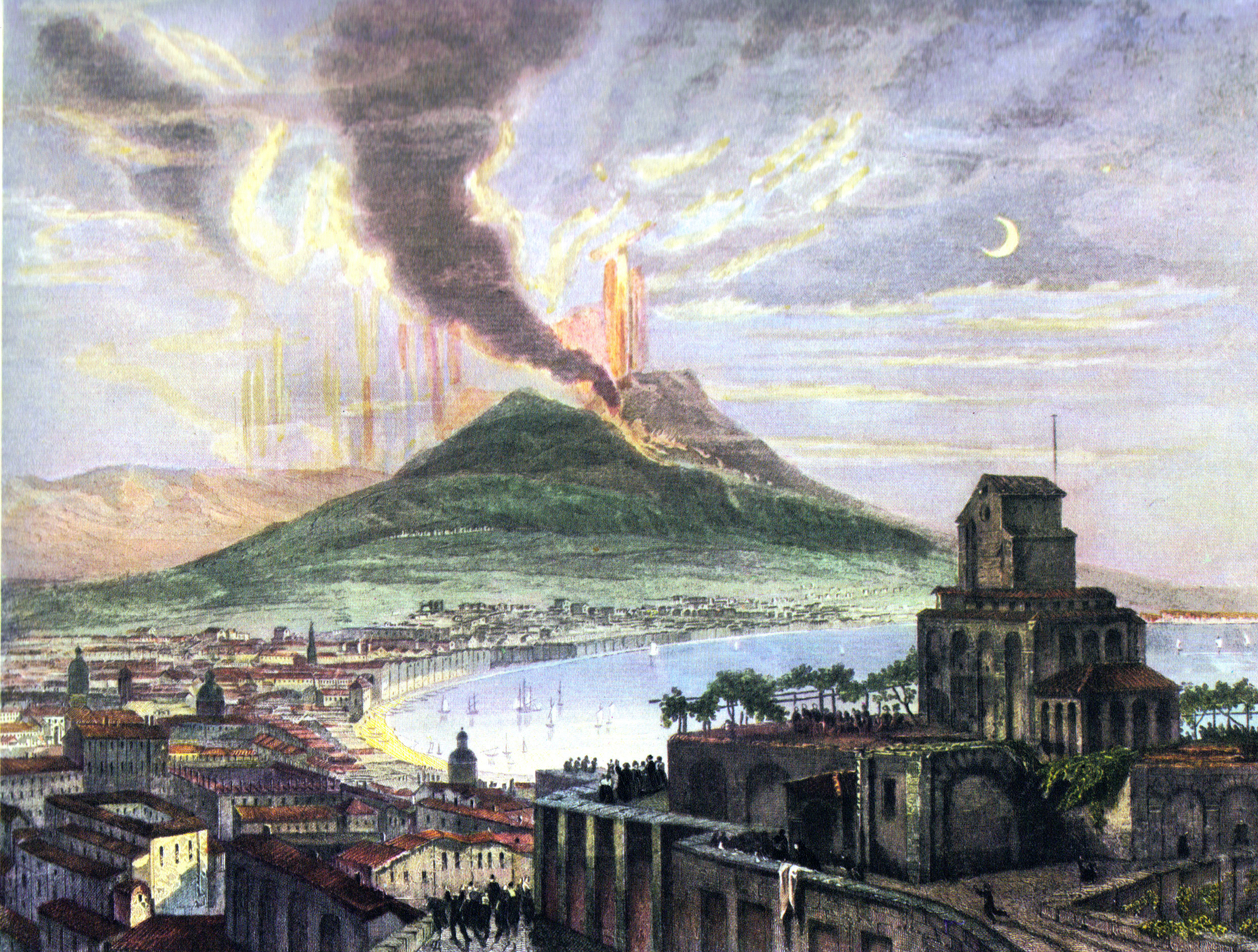
27 maggio-20 giugno 1858: eruzione del Vesuvio

- 27 maggio-20 giugno: eruzione del Vesuvio[2].
- 31 maggio: tra i comuni di Nocera Inferiore e Castel San Giorgio viene inaugurata la galleria dell'Orco.

- 23 giugno: La gendarmeria dello Stato Pontificio si presenta alla casa di Salomone Momolo Mortara e di sua moglie Marianna Padovani, ebrei di Bologna, per prelevare il figlio Edgardo, che era stato segretamente battezzato da una cameriera; inizia il caso Mortara[3][4].

- 20 - 21 luglio: accordi di Plombières. Napoleone III incontra Camillo Cavour (presidente del Consiglio) per una accordo segreto (senza che i ministri lo sapessero) à Plombières-les-Bains (Vosgi), al fine di promuovere l'unità italiana contro l’Austria. Il Piemonte annetterà i territori austriaci (Lombardia e Veneto), Parma, Modena, il nord degli Stati della Chiesa. La Toscana integrerebbe l'Italia centrale. Lo Stato pontificio sarà ridotto ai dintorni di Roma, e il Papa riceverà la presidenza della confederazione italiana. In cambio del suo sostegno, la Francia riceverà  Nizza e la Savoia[5][6].

- 23 agosto: colloquio di  Cavour e Garibaldi a Torino[7]. Cavour rafforza l'esercito piemontese e recluta un numero considerevole di volontari in tutta Italia. Garibaldi prende la loro guida. Parallelamente la Società nazionale italiana guidata da Giuseppe La Farina si muove per organizzare l'impresa di Garibaldi in Sicilia.

- 10 dicembre: Napoleone III conclude un trattato difensivo con il Piemonte[8].

## Cultura

### Musica
- dicembre: vede la luce l'Inno di Garibaldi[9].

### Letteratura
- Luigi Mercantini scrive La spigolatrice di Sapri